# Стего
Стего (стеговкладка, стегоканал, стегознак) — так називається секретна інформація, що особливим чином вкладається в інший інформаційний об'єкт, так що вона стає непомітною («невидимою») для необізнаної людини. Є одним з основних понять стеганографії.
Стего може бути, наприклад, шумоподібний сигнал низької потужності в звуковому сигналі або зображенні, в якому закодований секретний інформаційний потік.
На думку деяких авторів, назва стего спотворює сенс використовуваного поняття (оскільки з лат. stego — це «дах», «черепиця»). Правильнішою при цьому вважається приставка стегано- (звідси — стегановкладка, стеганоканал, стеганознак, стеганодетектор тощо).